# 必殺剣劇人
『必殺剣劇人』（ひっさつけんげきにん）は1987年8月7日から9月25日まで、テレビ朝日系で毎週金曜日22:00 - 22:54に放送された、朝日放送と松竹（京都映画撮影所、現・松竹撮影所）共同製作のテレビ時代劇。全8話。主演は近藤正臣。
必殺シリーズの第29作で、『必殺仕掛人』以来、15年にわたって続いた土曜および金曜22時台放送枠のTVシリーズとしては最終作となった。

## 概要
必殺シリーズ（金曜22時台の連続テレビドラマ枠）の終了は前作『必殺仕事人V・風雲竜虎編』の放送中に決まっており、本作は当時のシリーズ最終作という位置付けで制作、放送された。
モノクロの無声剣劇映画を彷彿とさせる異色の作風で、これまでのシリーズとは様々な部分で一線を画する。殺陣シーンは劇場映画『必殺4 恨みはらします』に参加した、ジャパンアクションクラブ  (JAC) が協力している。「剣劇人」の正体は幻の世直し三人組で、彼らは殺し屋ではなく、義賊である。娘のお七に頼まれて悪人を殺しはするが、毎回の仕事を「娘の夢を叶えるために行う裏稼業」として認識している。そのため、他の必殺シリーズのような「金を取らなければ、ただの人殺しだ」というような暗い自己批判性は一切持っていない。
最終回は中村主水が登場、『助け人走る』第12話「同心大疑惑」以来のゲスト出演となった。殺しのシーンは過去のシリーズへのオマージュを捧げるなど、必殺シリーズの（ひとまずの）総決算という側面を持っていた。ラストシーンでは主水、せん、りつが一列に並び、「必殺が始まって、今年で15年」「これからも末長く宜しく」と視聴者に挨拶を行った。
本作のために作られた楽曲は殺しのテーマのみ。主題歌も『風雲龍虎編』の挿入歌が使われた。
本作の出演者に藤田を主演に加えた『必殺仕事人新春ワイド TANTAN狸御殿に恋が散る』が企画されたが藤田の物言いにより話が流れ、近藤・田中・工藤・二宮など本作の主要出演者による現代劇『謎のダイヤモンドを求めて日本縦断! 東京～金沢～尾道・黒幕の女は別れた女房』を本作と同じ朝日放送と松竹の制作で『土曜ワイド劇場』で、1989年2月11日に放送された。

## あらすじ
前作『必殺仕事人V・風雲竜虎編』最終回で、江戸城から一万両が奪われる御金蔵破りが起こる。これは義賊「世直し三人組」の仕業で、彼らはその半分の五千両を市井の人々にばらまいた。
それから数年後。三人の元義賊 カルタの綾太郎、早縄の清次、すたすたの松坊主の元に三人が愛した女性 お百の娘を名乗る少女　お七が尋ねて来た。八丈島で生まれ育った自由奔放なお七は江戸に渦巻く非道な悪に率直過ぎる怒りを表す。三人はお七のために、かつての衣装を引っ張り出し「幻の世直し三人組」として立ち上がる。

## 登場人物

### 剣劇人
カルタの綾太郎
演 - 近藤正臣
表稼業は賭場のカルタ札撒き。御家人ムシリに着流し、腰の刀は竹光という悠々自適の生活を送っている浪人。
お七の願いを叶えるためにかつての「世直し三人組」仲間たちとともに「剣劇人」を結成する。
「世直し三人組」「剣劇人」ともにリーダー格で、剣術で敵を葬る。
早縄の清次
演 - 田中健
表稼業は町火消し。三人組の中では年齢が一番若いらしい。江戸っ子らしく竹を割った性格で、南蛮渡来の尺八に似た楽器「けぇな」を吹くのが趣味である。
年齢的にお七と近いことから、お七の悩みや相談事を聞いてやれる優しい兄貴のような存在である。
すたすたの松坊主
演 - あおい輝彦
表稼業は「すたすた坊主」と呼ばれる大道芸人。「すたすた踊り」と称し、「あ、すたすたや〜、あ、すたすたや〜」と髑髏模様の紫の羽織を着て、家々の入り口で家内安全を祈って踊る。
一見、軟派に見えるが、お七に対しては生きる上での知恵や心構えを諭して聞かせるなど、真面目な姿を見せる時もある。
最後の見得を切る時に使う大蝦蟇のハリボテに空気を入れて膨らましたり、目眩ましの煙幕を張るのは彼の役目である。

### その他
お七
演 - 工藤夕貴
三人組が八丈島に流罪となっている時に共通の恋人であった女流人 お百の娘。お百が病で死ぬ際に「江戸に父親がいる」と聞かされ、三人組を頼って、江戸にやって来た。
三人のうちの誰かが実父らしいが、実際に誰かは分からない。三人を「父ちゃん」と呼び、三人は自分らの娘として、大事に扱う。
正義感が強く、事ある毎に江戸で出来た友人たちが悪人たちに惨殺され、その度に報復を企てる。それを止めさせるのが剣劇人の基本行動である。
基本的に本作は全て、お七が頼み人で彼女の願いを叶えるという形で、三人が悪人たちを葬る。
三人は自分たちが剣劇人であることを彼女に隠していたが、最終回で「とっくに知っていた」と告げられた。
お歌
演 - 二宮さよ子
三人組の行き付けの一杯飲み屋の女主人。裏の仕事の請負人で、お七の願いを汲み取り、三人に三途の川の渡し賃　十二文（一人当たり、四文）を渡し、殺しを依頼する。
面倒見のいい性格で、普段はだらしのない三人組に何かと世話を焼いたり、お七の話し相手となっている。綾太郎に好意を持っている。
中村主水とは旧知の仲であることを窺わせるシーンがあり、かつては裏稼業の仲間として、主水と組んでいたと思われる。

### ゲスト
第1話 「寄らば斬るぞ!」
- 鬼虎組の虎吉 - 北村英三
- 与力 岩崎 - 岩尾正隆
- お甲 - 菊地優子
- 岡場所の客 - 大橋壮多
- 女将 - 紅萬子
- お百 - 桂川京子

第2話 「おととい来やがれ!」
- 吉松 - 佐藤仁哉
- お里 - 栗田陽子
- 宝屋伍兵衛 - 須永克彦

第3話 「むふふ、バカめ!」
- 仙太郎 - 新田純一
- 庄田伝兵衛 - 江藤漢
- 利助 - 加地健太郎
- 仁平次 - 大竹修造
- 弥吉 - 村上幹夫
- 鬼勘 - 牧冬吉

第4話 「日照り続きで、ほこりが立たあ!」
- 佐吉 - 小鹿番
- 荒熊の仙蔵 - 福山升三
- 正太 - 山内圭哉
- 矢平次 - 伴直弥
- 佐久間隼人正 - 伊庭剛

第5話 「月夜ばかりじゃねえ!」
- 花岡道玄 - 市原清彦
- 玉川屋徳兵ヱ - 西山辰夫
- 良沢 - 井田弘樹
- お民 - 林優枝
- 庄左ヱ門 - 安部潮
- 三五郎 - 柳川昌和

第6話 「しゃらくせえ!」
- 竹村直次郎 - 堀内正美
- お景 - 森永奈緒美
- 竹村直太郎 - 石倉英彦

第7話 「じたばたするねえ!」
- お千 - 花園ひろみ
- 秀二郎 - 大場順
- 加蔵井蔵人 - 片岡五郎

第8話 「あばよ!」
- 中村主水 - 藤田まこと
- 中村りつ - 白木万理
- 中村せん - 菅井きん
- 筆頭同心 田中 - 山内としお
- 与力 鬼塚 - 西田健
- 津上淡路守 - 菅貫太郎
- おしち - 会沢朋子
- 権三 - 岩尾正隆（2回目）
- 勘八 - 浜伸二
- 葛西重太郎 - 田中弘史
- 鳥居喬四郎 - 楠年明
- 本多長門守 - 邦保

## 殺し技
本作の殺しは他の必殺シリーズとは異なり、芝居のような派手な衣装を着た剣劇人が悪人の屋敷などから正々堂々と現れる。三人は手下たちは殺さずに峰打ちなどで退けながら、殺害する悪人に近付き、武器を抜き、相手を仕留める。その後は煙幕とともに松坊主の妖術「大蝦蟇の術」で残った手下たちを驚かせ、腰を抜かしているところを脱出する。
これはタイトルにもなっているモノクロの剣劇時代劇映画を彷彿させるようなシーンで従来の必殺シリーズのような殺し方ではなく、三人組の殺陣を見せ場とした華やかなものになっている。
最終回で江戸が大地震に見舞われ、三人が住んでいた長屋は被害に遭い、盗んだ小判や仕事に使っていた道具の全てが地割れに飲み込まれ失ってしまった。このため、別の衣装や道具を用意した過去作のオマージュとなっており、決め台詞は相手を仕留めた後で、静かに発声した。
カルタの綾太郎
腰に差した大刀で峰打ちを行った後、「寄らば、斬るぞ!」の決め台詞と共に背中に背負った赤鞘の長刀を抜いた二刀流で悪人を斬り倒す。衣装は白装束と宗十郎頭巾。
最終回は勇次と同じ技と衣装を披露。その際に花札で弦を鳴らして、糸を切った。この時の決め台詞は「やったね!」。
早縄の清次
表稼業の火消しの時と同じ、鳶口と鈎縄を使用して縄で悪人を絞め殺す。鳶口を悪人の急所に刺す（第3、8話）。衣装は彫り物が描かれた襦袢。決め台詞は「おととい来やがれ!」
最終回は、秀と同じ技を披露。頭に黒いターバンを巻いていた。
すたすたの松坊主
錫杖に仕込んだ槍で、悪人の急所を刺す。頭に挟んだ小柄小刀を投げて相手を威嚇する事もある。衣装は朱色の着物。決め台詞は「むふふ〜、ぁバァ〜カァ〜めぇ〜!」
最終回は、『暗闇仕留人』の村雨の大吉と同じ技を披露。胡桃割りの演出の代わりに素手に湯気が出る演出がなされており、レントゲン映像は『仕留人』の物が流用された。

## スタッフ
- 制作 - 山内久司（朝日放送）
- プロデューサー - 奥田哲雄（朝日放送）、辰野悦央（朝日放送）、櫻井洋三（松竹）
- 脚本 - 吉田剛、篠崎好、田上雄、保利吉紀
- 音楽 - 平尾昌晃
- ナレーター - 加賀まりこ
- 協力 - エクラン演技集団、ジャパンアクションクラブ（現：ジャパンアクションエンタープライズ）
- 監督 - 石原興、津島勝、水川淳三、山根成之
- 製作協力 - 京都映画撮影所（現・松竹撮影所）
- 制作 - 朝日放送、松竹

## 主題歌
- テン・リー「ついて行きたい」[19]（リバスターレコード）
作詞・作曲：たきのえいじ、編曲：桜庭伸幸

## 放送日程
- サブタイトルのフォーマットは最後の「!」。
- 最終回は中村主水、中村せん、中村りつ、筆頭同心 田中、与力 鬼塚が登場[20]。

| 話数  | 放送日        | サブタイトル                  | 脚本     | 監督     |
| ----- | ------------- | ----------------------------- | -------- | -------- |
| 第1話 | 1987年8月07日 | 寄らば斬るぞ!                 | 吉田剛   | 石原興   |
| 第2話 | 1987年8月14日 | おととい来やがれ!             | 吉田剛   | 津島勝   |
| 第3話 | 1987年8月21日 | むふふ、バカめ!               | 吉田剛   | 水川淳三 |
| 第4話 | 1987年8月28日 | 日照り続きで、ほこりが立たあ! | 篠崎好   | 水川淳三 |
| 第5話 | 1987年9月04日 | 月夜ばかりじゃねえ!           | 田上雄   | 津島勝   |
| 第6話 | 1987年9月11日 | しゃらくせえ!                 | 保利吉紀 | 山根成之 |
| 第7話 | 1987年9月18日 | じたばたするねえ!             | 田上雄   | 津島勝   |
| 第8話 | 1987年9月25日 | あばよ!                       | 保利吉紀 | 山根成之 |

## ネット局
※途中で打ち切られた局や、しばらくの間放送する他系列ネットの局がある。
系列は放送当時のもの。
| 放送対象地域   | 放送局             | 系列                          | 備考               |
| -------------- | ------------------ | ----------------------------- | ------------------ |
| 近畿広域圏     | 朝日放送           | テレビ朝日系列                | 制作局             |
| 関東広域圏     | テレビ朝日         | テレビ朝日系列                |                    |
| 北海道         | 北海道テレビ       | テレビ朝日系列                |                    |
| 青森県         | 青森放送           | 日本テレビ系列 テレビ朝日系列 |                    |
| 岩手県         | テレビ岩手         | 日本テレビ系列                |                    |
| 宮城県         | 東日本放送         | テレビ朝日系列                |                    |
| 秋田県         | 秋田テレビ         | フジテレビ系列                |                    |
| 山形県         | 山形放送           | 日本テレビ系列 テレビ朝日系列 |                    |
| 福島県         | 福島放送           | テレビ朝日系列                |                    |
| 新潟県         | 新潟テレビ21       | テレビ朝日系列                |                    |
| 長野県         | テレビ信州         | テレビ朝日系列 日本テレビ系列 | [ 21 ]             |
| 山梨県         | テレビ山梨         | TBS系列                       |                    |
| 富山県         | 富山テレビ         | フジテレビ系列                |                    |
| 石川県         | 石川テレビ         | フジテレビ系列                |                    |
| 福井県         | 福井テレビ         | フジテレビ系列                |                    |
| 静岡県         | 静岡けんみんテレビ | テレビ朝日系列                | 現・静岡朝日テレビ |
| 中京広域圏     | 名古屋テレビ       | テレビ朝日系列                |                    |
| 鳥取県・島根県 | 山陰放送           | TBS系列                       |                    |
| 広島県         | 広島ホームテレビ   | テレビ朝日系列                |                    |
| 山口県         | 山口放送           | 日本テレビ系列 テレビ朝日系列 |                    |
| 徳島県         | 四国放送           | 日本テレビ系列                |                    |
| 香川県・岡山県 | 瀬戸内海放送       | テレビ朝日系列                |                    |
| 愛媛県         | 南海放送           | 日本テレビ系列                |                    |
| 高知県         | テレビ高知         | TBS系列                       |                    |
| 福岡県         | 九州朝日放送       | テレビ朝日系列                |                    |
| 長崎県         | 長崎放送           | TBS系列                       |                    |
| 熊本県         | テレビ熊本         | フジテレビ系列 テレビ朝日系列 |                    |
| 大分県         | 大分放送           | TBS系列                       |                    |
| 宮崎県         | 宮崎放送           | TBS系列                       |                    |
| 鹿児島県       | 鹿児島放送         | テレビ朝日系列                |                    |
| 沖縄県         | 琉球放送           | TBS系列                       |                    |

朝日放送・テレビ朝日を始めとする、テレビ朝日系フルネット局では必殺シリーズ終了後、『ニュースステーション』が金曜日も22時スタートとなるまでの約半年間、金曜21時の連続ドラマ枠を22時へ移動させ、現代劇を2作放送した。

## 前後番組
| テレビ朝日系 金曜22時台（当時はABCの制作枠）              | テレビ朝日系 金曜22時台（当時はABCの制作枠） | テレビ朝日系 金曜22時台（当時はABCの制作枠）                  |
| 前番組                                                    | 番組名                                       | 次番組                                                        |
| --------------------------------------------------------- | -------------------------------------------- | ------------------------------------------------------------- |
| 必殺仕事人V・風雲竜虎編 （1987年3月13日 - 1987年7月31日） | 必殺剣劇人 （1987年8月7日 - 1987年9月25日）  | 六本木ダンディーおみやさん （1987年10月9日 - 1987年12月25日） |